# Hohner
Hohner Musikinstrumente GmbH е германска компания за музикални инструменти, основана през 1857 г. от Матиас Хонер (1833 – 1902). Известна е най-вече като производител на устни и ръчни хармоники. Произвежда също блокфлейти, китари и електрически китари, укулеле, барабани, акордеони, баяни, усилватели, стойки за различни музикални инструменти и много други..
Под патронажа на фирмата работят Хонер-консерватория в Тросинген и базираният там акордеонен оркестър.

## Разработени инструменти
В течение на 50-те и 70-те години на XX век компанията произвежда редица инструменти по собствена разработка:
- Хармонета (Harmonetta) – устна хармоника с клавиатура, пусната през 1955 г.[1]
- Китарета (Guitaret).
- Erika – ръчна хармоника.
- Кембалет (Cembalet).
- Клавинет (Clavinet).
- Клавиола (Claviola) – подобен на мелодиката инструмент с резонаторен корпус.
- Мелодика (Melodica) – за първи път представена в печатна брошура на немски език през ноември 1958 г.[2] Произвежда се и до днес.
- Мелодион (Melodeon) – ръчна хармоника.
- Мултимоника (Multimonica) – електронно-пневматична хармоника, един от първите видове серийно произвеждани аналогови синтезатори.
- Пианет (Pianet).
- Хромоника (Chromonika) – първата хроматична устна хармоника[3] с бутон, представена през 1912 г.

- Инструменти собствена разработка
- Хармонета
- Китарета
- Хармоника Erika
- Клавинет
- Клавиола
- Мелодика
- Хармоника „Мелодион“
- Мултимоника
- Пианет
- Хроматична устна хармоника